# Place du Château (Pampelune)
La place du Château (en espagnol : Plaza del Castillo et en basque : Gazteluko Plaza) est une place publique située dans le centre de Pampelune, en Navarre. Ici ont lieu les principaux événements de cette ville et elle est considérée comme le « salon » par les habitants.

## Situation
La place est située au sud de la vieille ville entre les quartiers de San Nicolás et La Navarrería. Elle fait le lien entre le vieux Pampelune et la partie moderne de la ville appelée Segundo Ensanche, construite selon un plan orthogonal dans le premier tiers du XXe siècle.

## Dénomination
Le nom de la place fait référence à la présence à son emplacement d'un ancien château des rois de Navarre. En raison des événements de l'histoire espagnole, elle a reçu aussi d'autres noms, comme celui de place de la Constitution en 1820 et de place de la République en 1873 et 1931.

## Histoire
Le premier château est construit entre 1308 et 1311 par le roi Louis Ier de Navarre, également roi de France sous le nom de Louis X le Hutin.
Lors de la reconstruction des murailles, entourant la ville, ce vieux château se retrouve à l'intérieur. En 1513, Ferdinand le Catholique, en édifie un nouveau en utilisant les pierres du vieux château, disparu vers 1540. Vers 1590, avec la Citadelle en construction, le vieux château est supprimé. La place était délimitée par trois de ses côtés, sauf le côté sud, dans lequel, les carmélites construisent un monastère qui ferme la place. Les travaux se terminent vers 1600.
La place sert d'arènes taurines depuis le XVIIe siècle jusqu'à 1843. Elle est le fruit de constructions de différentes époques, avec une grande variété de styles.
À la fin du XVIIIe siècle, la place est dotée d'une fontaine Luis Paret à l'Abundancia, populairement appelée la MariBlanca, démolie en 1910 ; il en reste la statue. En 1836, les Carmes déchaux sont obligés d'abandonner le couvent, avec la Désamortissement de Juan Álvarez Mendizábal. Le Palacio de la Diputación (Palais de la Députation), l'ancien Crédito Navarro et le Teatro Principal, tous de style néoclassique, donnent sur la place. En 1859, l'Hôtel La Perla, encore présent, est construit dans l'un des coins de la place ; il est le plus ancien de Navarre[réf. nécessaire].
Entre 1880 et 1895, apparaissent le Casino Principal et le Café Iruña, avec un air romantique de fin de siècle, encore conservés. Beaucoup d'autres cafés ont proliféré à cette époque. Par cette place passait l'Irati en 1911. Avec la construction du Segundo Ensanche, le Théâtre Principal a reculé pour ouvrir un grand passage en 1931.
En 1943, le kiosque de musique central est édifié.
Le "belena de l'Iruña" (Iruña est le nom basque Pampelune), une callajuela longue et étroite sans issue, est rénovée.

## La polémique du parking souterrain
Lors des travaux du parking, contesté, sous cette place (2001-2003), sont découverts des restes de thermes Romains, une nécropole musulmane avec plus de 200 squelettes, un tronçon de la muraille médiévale, les restes du couvent et d'un menhir d'époque inconnue,
La majorité de ceux-ci ont été détruits ce qui a provoqué l'indignation de beaucoup de citoyens. L'opposition alléguait que le parking était inutile et était effectué à seule fin de doter l'hôtel La Perla de la qualification de "cinq étoiles" (fait qui est advenu plus tard). Des confrontations violentes dans les rues de la ville se sont produites les contestataires considérant cet ouvrage comme une forme de spoliation; un livre est publié.
Une partie minime des découvertes a été conservée ;  les thermes, le menhir et les restes vascons ont été détruits. En 2008, ces vestiges sont enterrés aux alentours de Pampelune.
La femme du maire, Yolanda Barcina (UPN-PP), a défendu sa gestion et a déclaré que "le parking de la place du Château a été une décision politique, et on a démontré qu'elle a été juste".
La place del Castillo demeure l'un des pôles d'attraction de la ville, favorisé par la semi-piétonnalité de l'avenue Carlos III. Regroupant des commerces, y compris bancaires, cette zone présente la plus grande valeur économique de la ville[réf. nécessaire].

## Galerie photographique

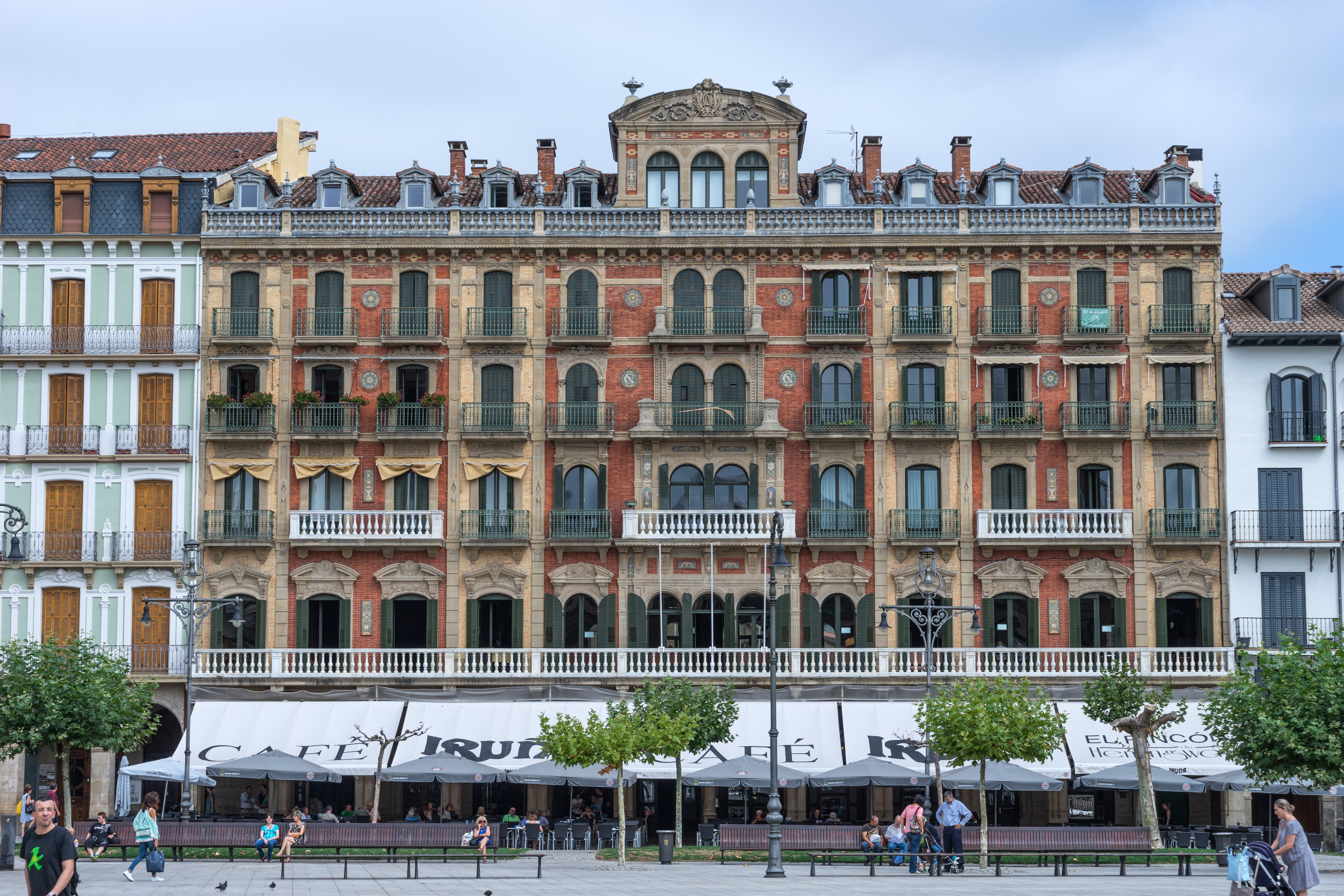
Nouveau casino et café Iruña
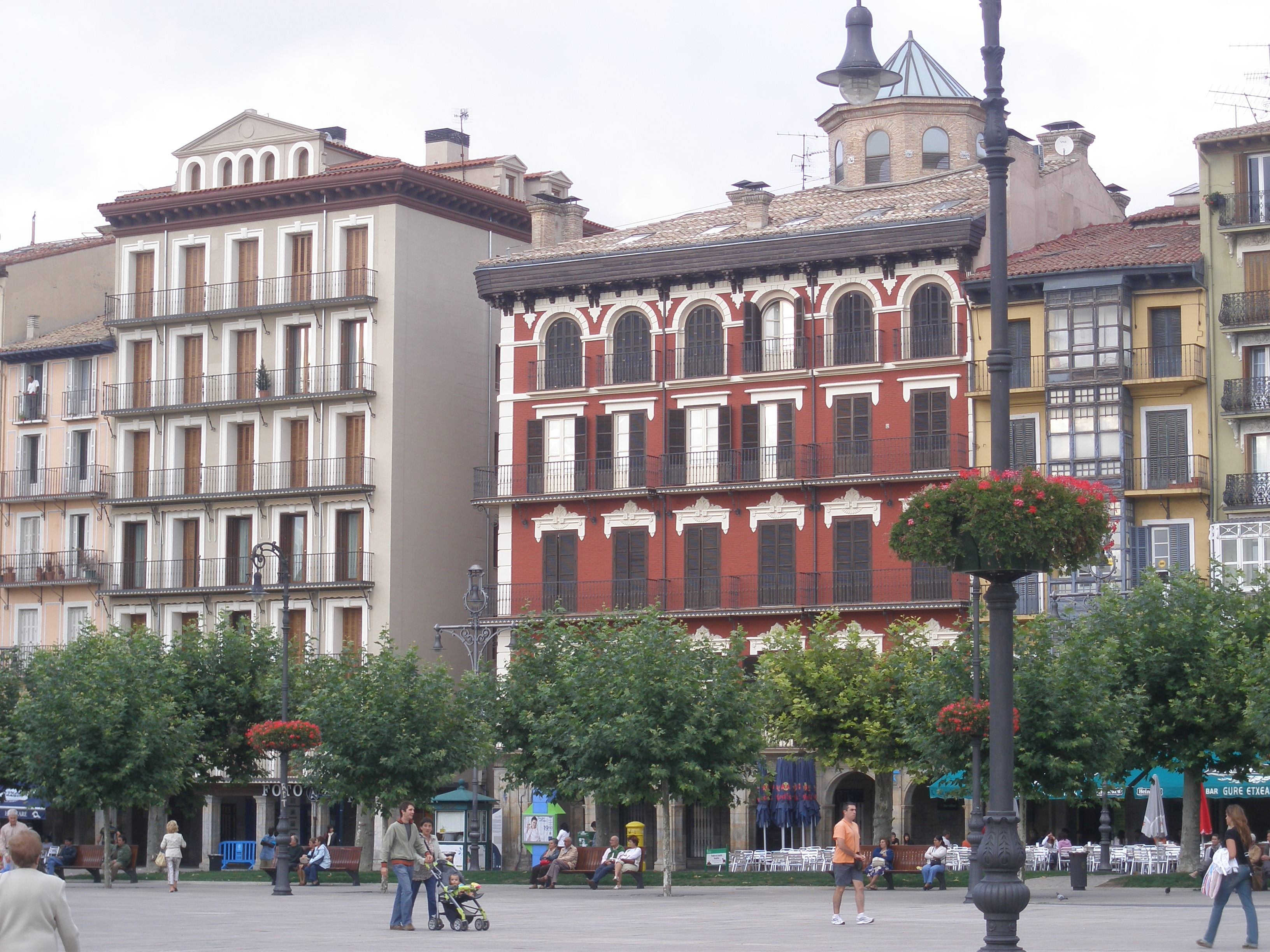
Palais baroque de Goyeneche,
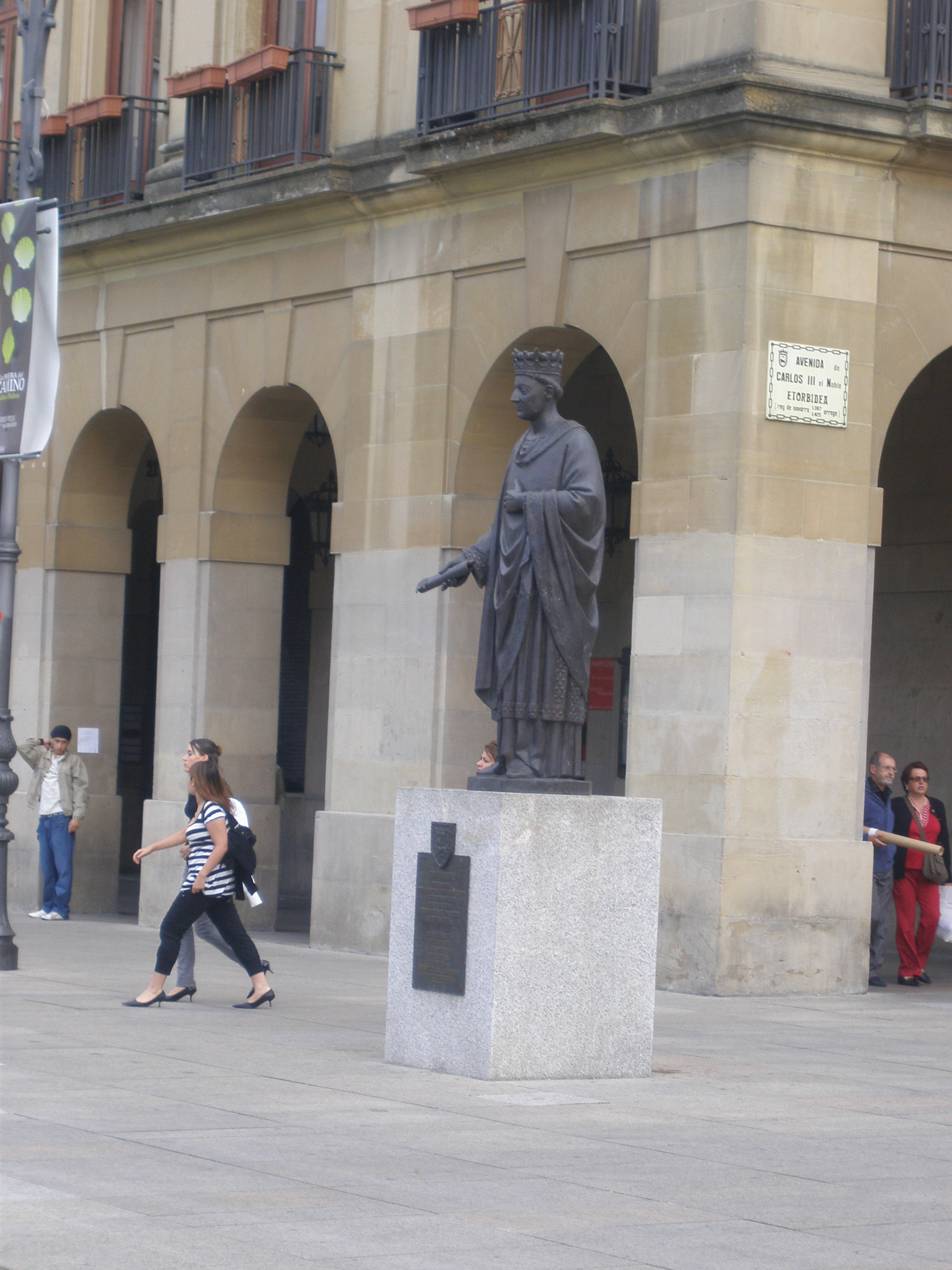
Statue de Charles III Le Noble
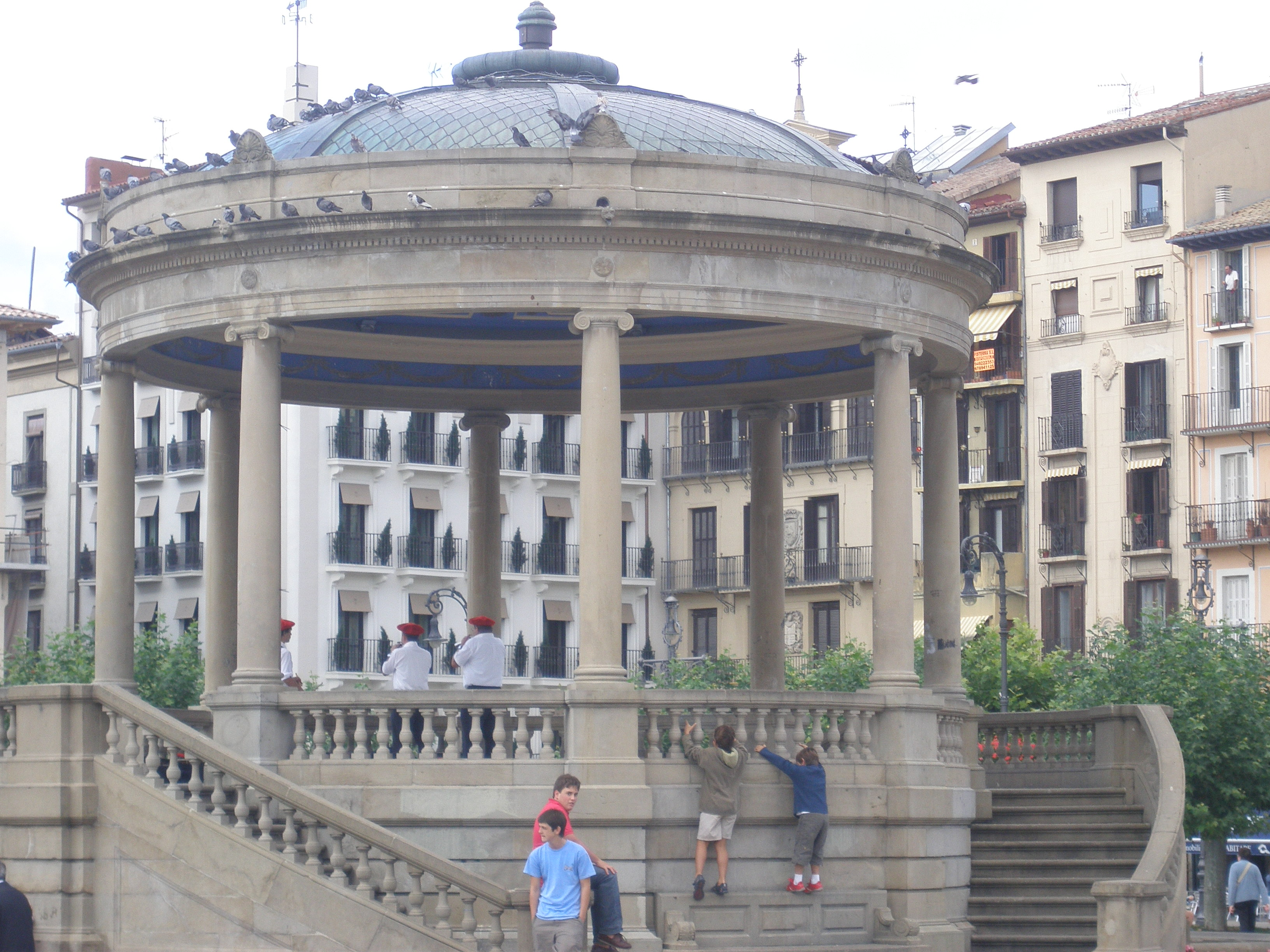
Kiosque de Pampelune
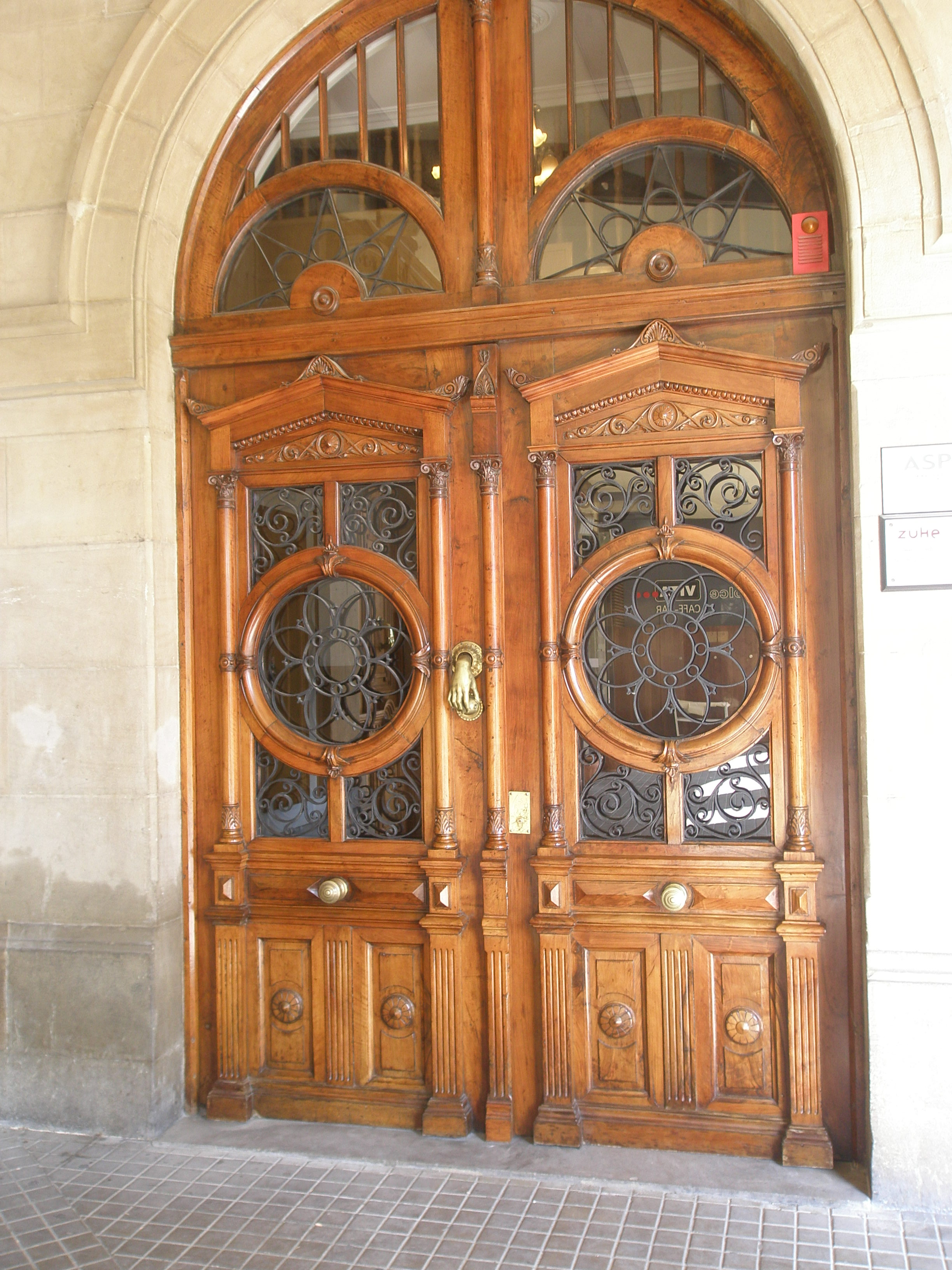
Porte sur la place
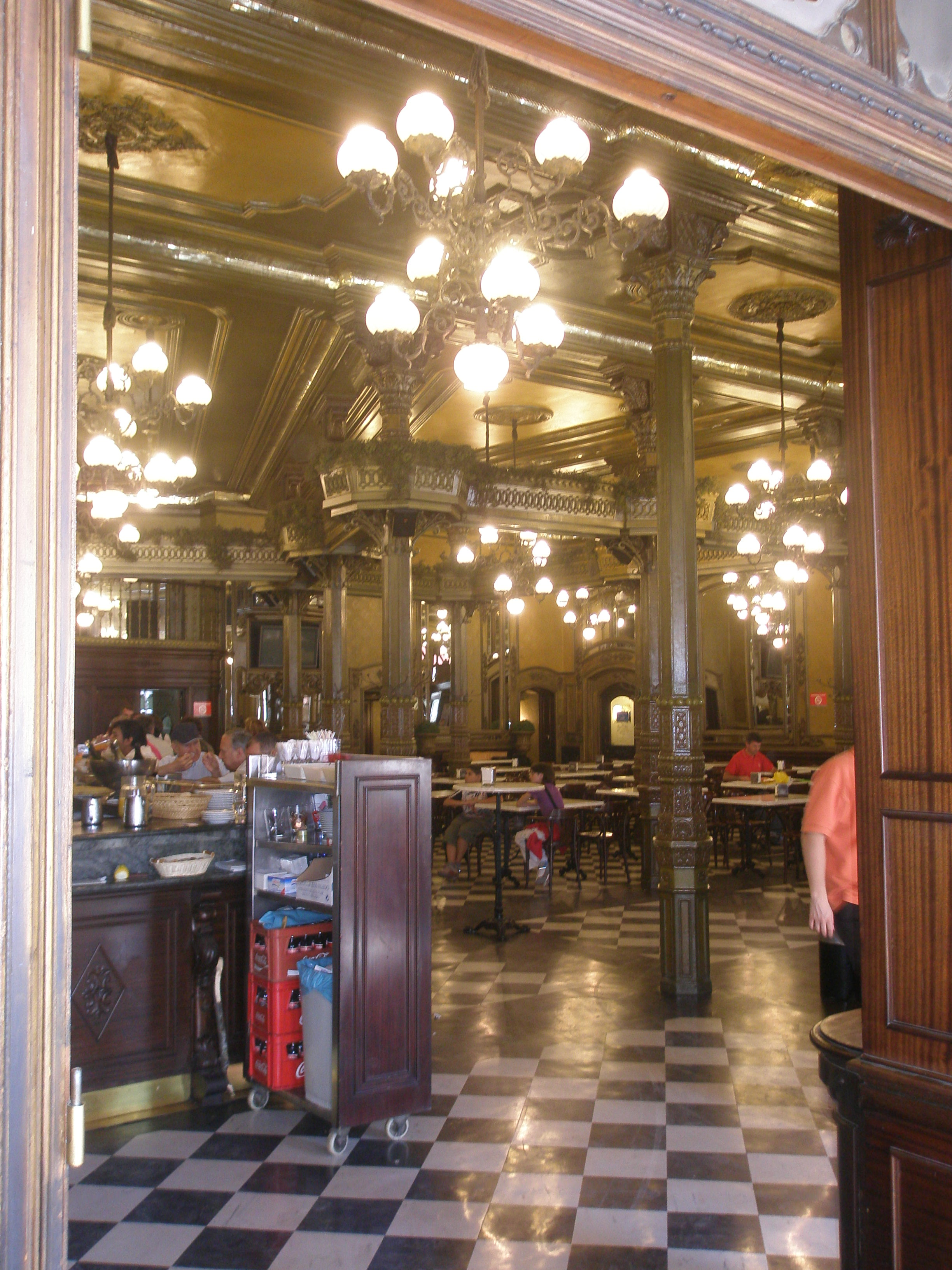
Intérieur du café Iruña
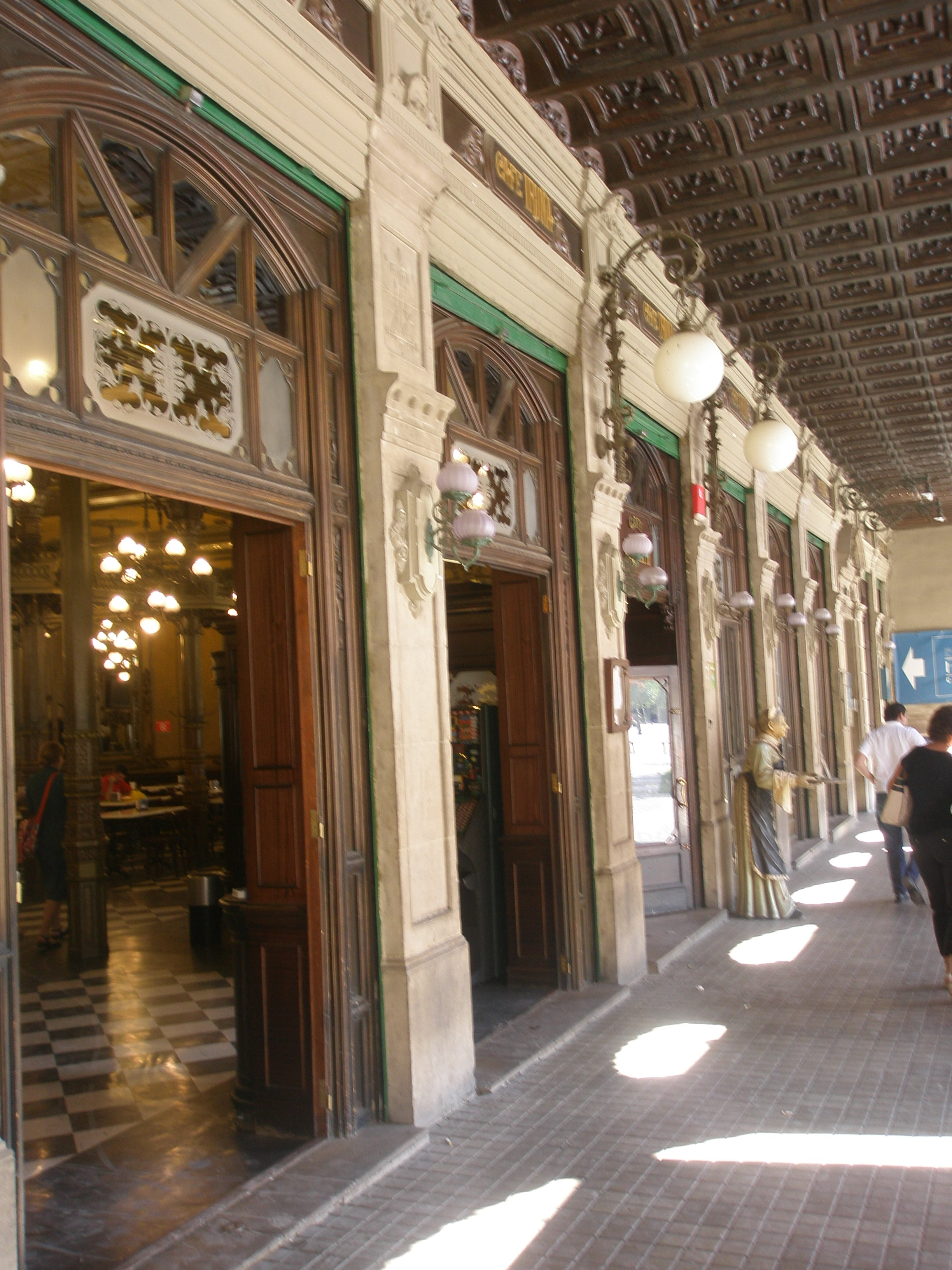
Café Iruña
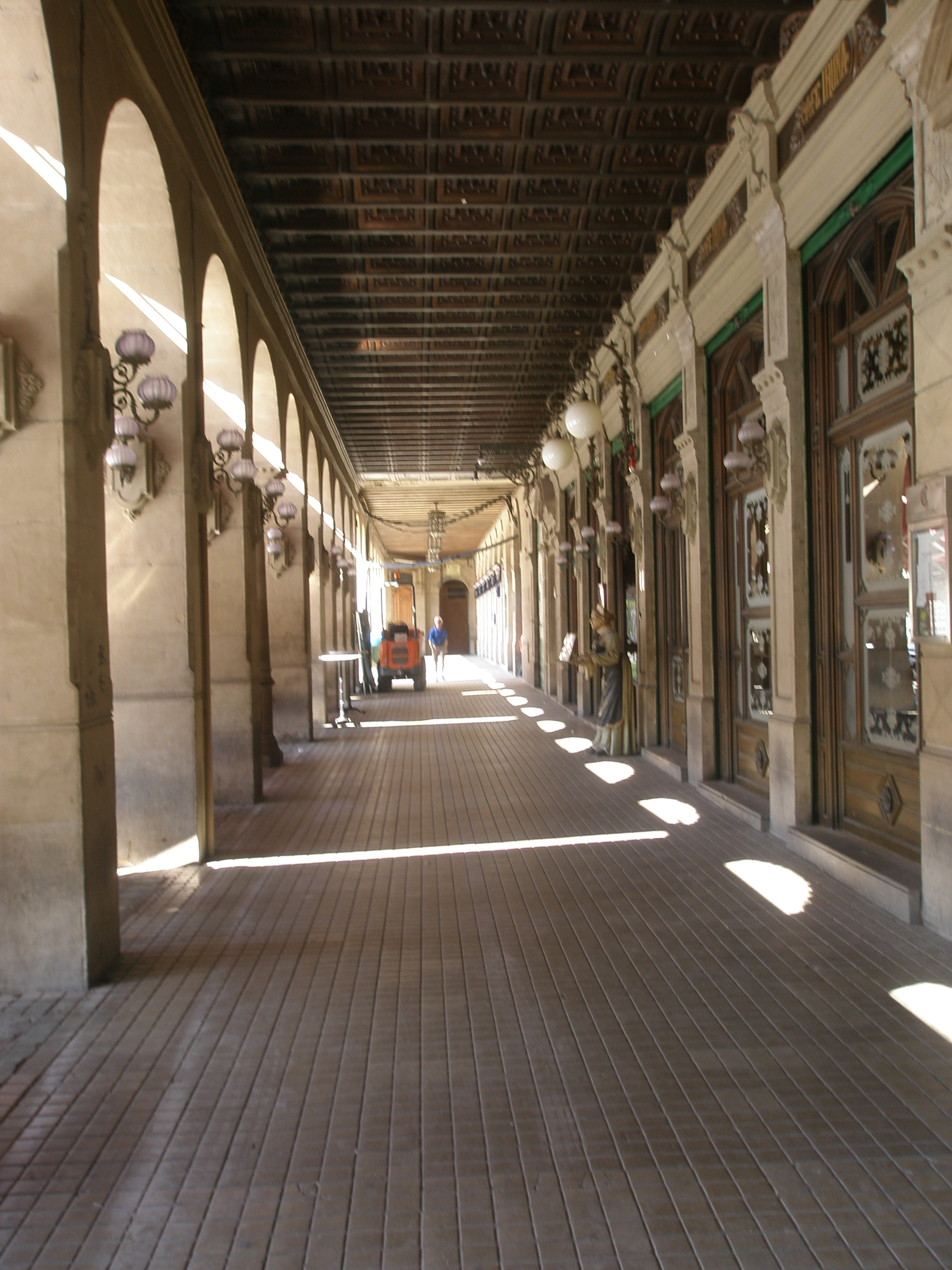
Passage couvert près du café Iruña